# 小熊座
小熊座（拉丁語：Ursa Minor）是北天星座之一。與大熊座一樣，小熊座的尾巴也可被視為斗（或勺）的手柄，因此有“小北斗”之稱：七顆星中的四顆星組成斗上的瓢，像北斗七星那樣。公元2世紀的天文學家托勒密把小熊座列入它的48星座，並沿用至今成為88個現代星座之一。傳統上小熊座是一個重要的導航星座，在航海上尤其重要，這是因為小熊座的勾陳一就是北極星。
勾陳一（小熊座α）是這個星座內最亮的恒星，它是黃白色的超巨星，同時也是夜空中最亮的造父變星，其視星等變化範圍為1.97至2.00。北極二（小熊座β）這恒星處於其生命的晚期，它已經膨脹過並冷卻成視星等為2.08的橙巨星，只比勾陳一暗一點。北極二和北極一（小熊座γ）曾經被稱為“北極星的守護星”。小熊座共有四顆恒星被探測到有行星圍繞，其中包括北極二。 小熊座還包含一顆孤立的中子星——卡維拉星，以及已知最熱的白矮星H1504+65，其表面溫度為20萬開氏度。

## 歷史與神話

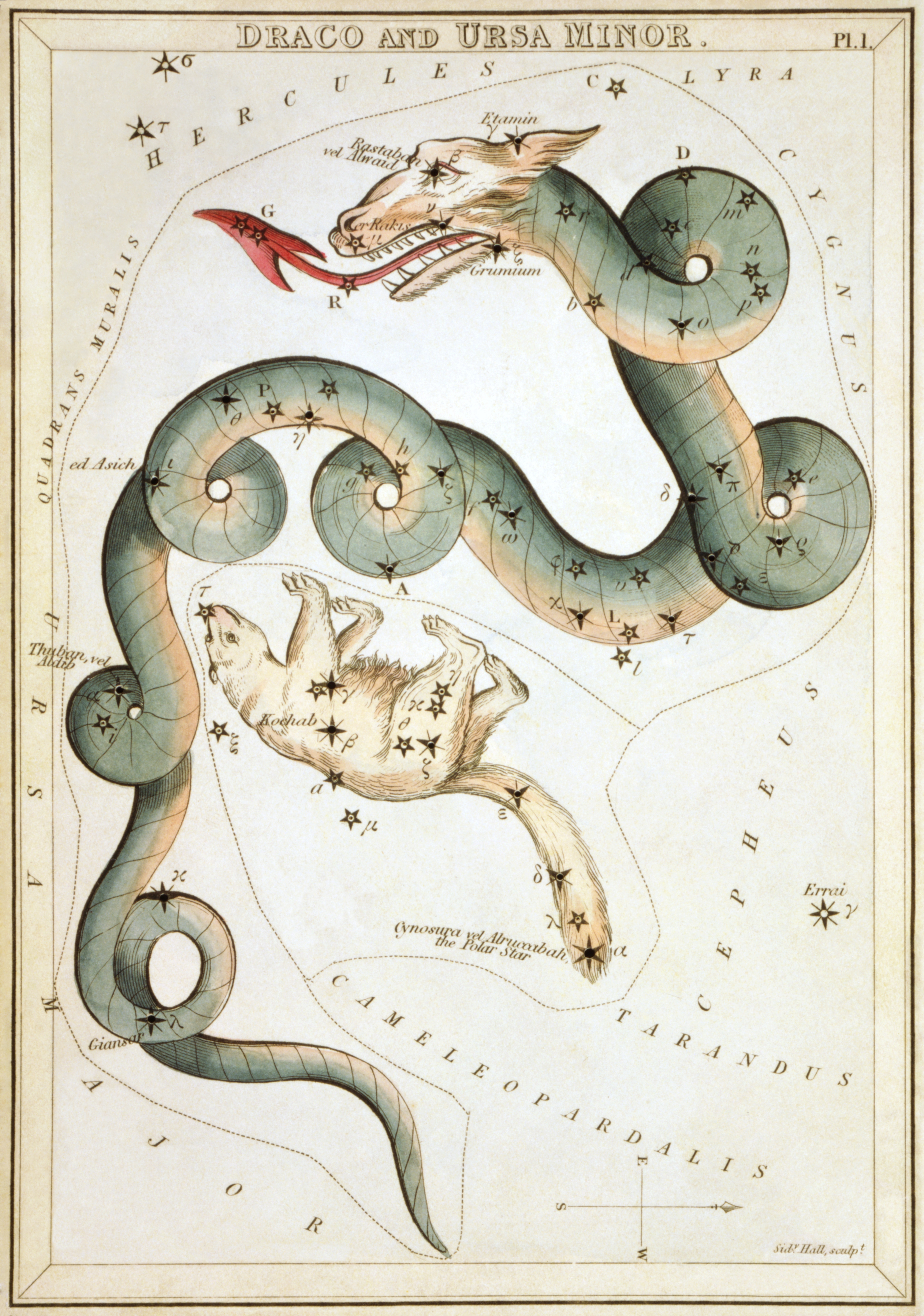
圖為被天龍座環繞的小熊座，見於《烏剌尼亞之鏡》，一套約在1825年於倫敦出版的星座卡牌。

### 巴比倫
小熊座在巴比倫星表中被稱為“天神的馬車”（也與女神達姆金娜有關）。於公元前10世紀編集的MUL.APIN星表把小熊座各恒星列入“恩利爾眾星”——也就是北天。

### 腓尼基與希臘
根據第歐根尼·拉爾修對卡利馬利斯的引用，米利都的泰勒斯“量度過腓尼基人航海用的馬車座各恒星”。第歐根尼辨識出這些恒星屬於小熊座，而由於據說腓尼基人用它們作航海定位，因此又被稱為“腓尼基星”（Phoinikē）。而把這兩個北天星座以“熊”來命名的傳統看來確實是源自希臘的，儘管荷馬提到過只有一隻“熊”。因此原來的“熊”是大熊座，而小熊座則被認為是第二隻，又或是後來的“腓尼基熊”（Ursa Phoenicia，因此Φοινίκη，Phoenice），這是由斯特拉波（I.1.6, C3）根據泰勒斯的提議而命名的，泰勒斯向希臘人建議使用小熊座作為導航工具，而當時希臘人用的則是大熊座。
在古典時代時，由於天極離北極二更近一點，而非勾陳一，因此古人使用整個小熊座來指示正北方；但自中世紀以來，儘管小熊座α（即勾陳一）距天極還有數度之遙，已改用其作為北極星較方便。
小熊座在希臘的古名為「庫諾蘇剌」（Cynosura，古希臘語：Κυνοσούρα），意為“狗尾巴”。這個名字的由來並不明確（小熊座作為“狗尾巴”的話就意味着它旁邊的另一星座就是“狗”，但是並沒有找到這樣一個星座的記載）。
人們提出了各種說法來解釋“庫諾蘇剌”這個名字：
- 在長詩《卡塔斯忒里斯摩（英语：Catasterismi）》的神話藝術傳統中，把“庫諾蘇剌”用作一位俄瑞阿得斯仙女的名字，她是有份養育宙斯的保姆，因此被置於天上[11]。
- 也有提案把小熊座與卡利斯托的神話聯繫起來，只是把被置於天上的由她的兒子阿卡斯改成她的狗[10]；

其他有可能的解釋包括大熊座的古代詮譯是一隻牛，與作為牧人的牧夫座一起，而小熊座則是牧人的狗。
- 喬治·威廉·考克斯（英语：George William Cox）則解釋說那是呂諾蘇剌（英语：Lycosura）（Λυκόσουρα）之變體，其意為“狼尾巴”，但他的研究得出此詞的語源為“光的軌跡”或“光的隊列”（即λύκος“狼”與λύκ-“光”）。
- 理查德·欣克利·亞倫（Richard Hinckley Allen）則指出小熊座的古愛爾蘭語名字作比較，其名為drag-blod，意即“火之軌跡”。
- 羅伯特·布朗（Robert Brown）於1899年提出這個名字的由來可能不是希臘（從阿卡德語借來的， An‑nas-sur‑ra，意為“從高處昇起的”）[10]。

在另一篇神話中，有兩隻熊把宙斯藏在伊達山 (克里特島)，使得他能成功逃離想殺掉他的父親克洛諾斯。後來宙斯把牠們置於天上去，但因為被神抓着尾巴搖，所以牠們的尾巴變長了。
由於小北斗由七顆星組成，拉丁語中“北”這個詞（即勾陳一所指的方向）為septentrio，由septem（七）和triones（公牛）這兩個詞組成，代表七隻拉着犁的公牛，由七顆星所代表。而這個名也用於大熊座的主要恒星。

### 因紐特
在因紐特天文學中，小熊座最亮的三顆星——勾陳一、北極二和北極一——被稱作“不動星”（Nuutuittut），不過這個詞用於形容北極星勾陳一這一顆的次數要比形容三顆星的要多。在極北緯度時北極星的位置太高，不能用於導航。

### 中国
小熊座的主恒星在中國天文學中分別被列入兩星官：
勾陳（包括小熊座α、δ、ε、ζ、η、θ、λ）和 
北極（包括β和γ）。
現代IAU星座邊界還與另外兩星官有小量重合區域，它們分別是天床（主要在天龍座）和四輔（主要在鹿豹座）。

## 中国星官
中国古代传统中，小熊座天区包括紫微垣中的勾陳、北極、天床、四輔等星官。
- 勾陳(紫微6)：小熊座α（勾陳一）、小熊座δ（勾陳二）、小熊座ε（勾陳三）、小熊座ζ（勾陳四）、仙王座2（勾陳五）、仙王座HIP 113116（勾陳六）。

- 北極(紫微5)：小熊座γ（太子/北極一）、小熊座β（帝/北極二）、小熊座5（庶子/北極三）、小熊座4（后宮/北極四）、鹿豹座HIP 62561\HIP 62572（天樞/北極五）。

- 天床(紫微6)：小熊座HIP 69373（天床一）、小熊座HIP 74605（天床二）、天龍座HIP 77277（天床三）、天龍座HIP 79414（天床四）、小熊座RR（天床五）、小熊座6（天床六）。

- 四輔(紫微4)：無對照星（四輔一）、鹿豹座HIP 51384（四輔二）、鹿豹座HIP 51502（四輔三）、無對照星（四輔四）。

## 總體特點
小熊座西鄰鹿豹座和天龍座，東鄰仙王座。面積為256平方度，在88個星座中名列第56名。小熊座通俗地被稱為小北斗，這是因為星座中最亮的七顆成看起來組成了斗（或湯勺）的形狀。在斗柄末的星就是勾陳一，現在的北極星。勾陳一可以透過天樞（大熊座α）與天璇（大熊座β）之間的連線來找，這兩顆星組成了大北斗瓢的末端，從連線向瓢外的夜空中指出30度（是伸直的手臂上拳頭寬度的三倍）就能找到勾陳一。組成小北斗瓢的四顆星的視星等分別是2、3、4、5，因此可用作可見恒星的星等指南，給城市居民判定可見的星等，又或是測量一個人的視力。
小熊座的三字母簡寫為“UMi”，在1922年由國際天文聯會（IAU）正式採用。由尤金·德爾波特於1930年所制定的小熊座正式邊界為22邊的多邊形（見資料盒）。這些邊界在赤道坐標系統中位處赤經坐標08h 41.4m與22h 54.0m之間，赤緯坐標則由北天極向南至65.40°。小熊座位於天球上極北的位置，因此意味着只有北半球的觀察者才能看見整個小熊座。

## 細部特徵

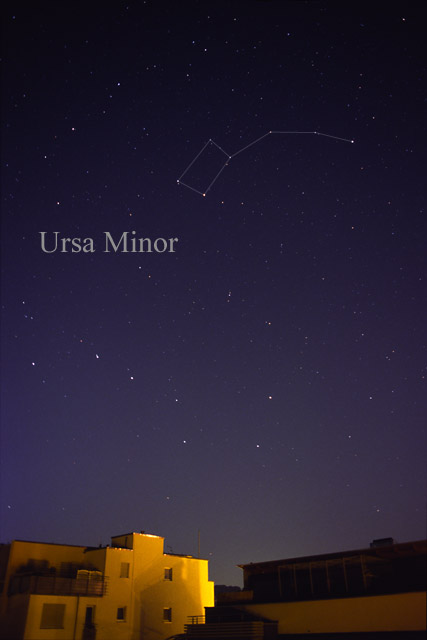
肉眼可見的小熊座（附加連結線和標籤）。

### 恒星
德國星圖學家約翰·拜耳使用了希臘字母α至θ來為小熊座最顯著的恒星命名，而同是德國人的約翰·波得後來為小熊座添加了ι至π。但新添加的只有λ和π仍在使用當中，原因大概是因為它們在北天極的附近。在這星座的邊界內共有39顆視星等亮於或等於6.5的恒星。
作為小熊尾巴末端的勾陳一（小熊座α，Polaris）是小熊座中最亮的恒星，視星等變化範圍為1.97至2.00，屬於二等星，變化週期為3.97天。它與地球的距離為432光年，是黃白色超巨星，其光譜類型在F7Ib與F8Ib之間變化，而質量約為太陽的6倍左右，光度為2千5百倍，半徑則為45倍。勾陳一是在地球上看起來最亮的造父變星。它是一個三合星系統，其超巨星主星擁有兩顆黃白主系星伴星，與主星的距離分別為17和2千百天文單位（AU），沿軌道運行一圈的週期分別為29.6和4萬2千年。
北極二（小熊座β，Kochab）的視星等為2.08，只比勾陳一暗一點兒。它距地球約131光年，是光譜類型為K4III的橙巨星——已經用盡核內的氫並離開主序的零齡主序後星。北極二這顆變星的變化度低，其變化週期為4.6天，從這些變化中可估算出北極二的質量為太陽的1.3倍。北極二的光度為太陽的450倍，而直徑則為42倍，其表面溫度約為4,130開氏度。北極二的年齡被估算為29億5千萬歲，此估算誤差範圍為正負10億歲，研究人員發現北極二擁有一顆質量為木星6.1倍的行星，其軌道週期為522天。

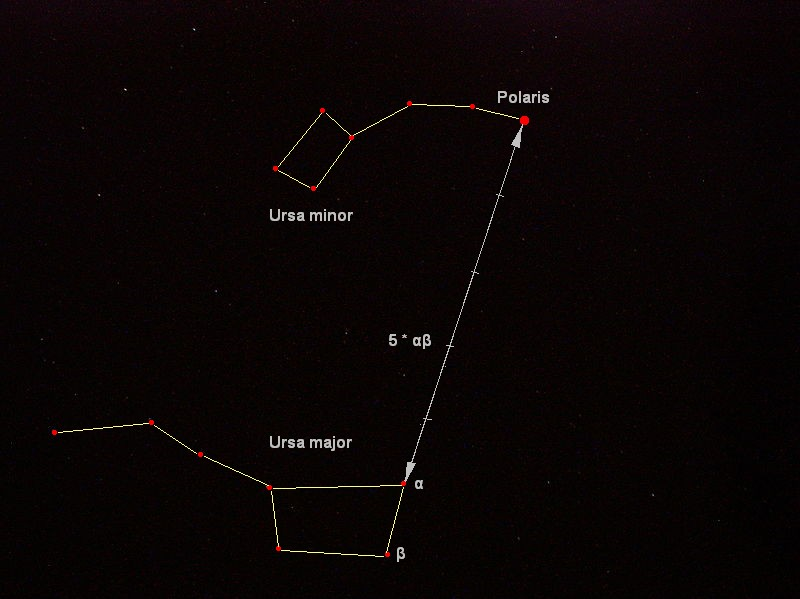
小熊座和大熊座與北極星勾陳一的位置關係圖

北極一（小熊座γ，Pherkad）的視星等變化範圍為3.04至3.09，變化週期約為3.4小時。它與北極二曾被稱為“北極星的守護星]]。它是光譜類型為A3II-III的明亮白巨星，質量約為太陽質量的4.8倍，光度為1,050倍，半徑則為15倍，而它與地球的距離為487±8光年。北極一是矮造父變星——脈衝週期短（最多6小時）的恒星，可用作標準蠟燭和星震學的研究用星體。勾陳四（小熊座ζ）也有可能是矮造父變星，它是光譜類型為A3V的白色恒星，它已經開始冷卻、膨脹和變亮。它以前有可能是B3主序星，現在是亮度變化小的變星。勾陳增九（小熊座η）是小北斗七顆星中最暗的，其視星等為4.95。它是光譜類型為F5V的黃白色主序星，距地球97光年。它的直徑是太陽的兩倍，質量為1.4倍，而光度則為7.4倍。勾陳增九附近有勾陳增七（小熊座θ），其視星等為5.00。它距地球860±80光年，是光譜類型為K5III的橙巨星，已離開主序並膨脹與冷卻，它的直徑估計約為太陽的4.8倍。
組成小北斗斗柄的是勾陳二（小熊座δ，Yildun）和勾陳三（ε）。勾陳二距北天極只有3.5度，它是光譜類型為A1V的=白色主序星，視星等為4.35，距地球172±1光年。 它的直徑為太陽2.8倍，光度則為47倍勾陳三是個三合星系統，其總視星等為4.22主星是光譜類型為G5IIII的黃巨星，也是獵犬座RS型變星。它是一組光譜聯星，伴星的距離為0.36 AU，而第三星則是橙色的主序星，光譜類型為K0，距離為8,100 AU。
勾陳增五（小熊座λ）離勾陳一不遠，是光譜類型為M1III的紅巨星。它是半規則變星，視星等變化範圍為6.35至6.45。小熊座在北天極附近的位置意味着這些變星全年都可被觀測到：紅巨星小熊座R是半規則變星，視星等變化範圍為8.5至11.5，週期為328天，而小熊座S則是長週期變星，視星等變化範圍為8.0至11，週期為331天。天床五（小熊座RR）位於北極二和北極一向天龍座的方向，它是光譜類型為M5III的紅巨星，也是半規則變星，視星等由4.44至4.85，變化週期為43.3天。小熊座T是另一顆在狀態上經歷過劇烈轉變的紅巨星變星——從視星等在310至315天由7.8至15的長週期（米拉）變星，變成半規則變星。研究人員認為這恒星在1979年突然大變時經歷了殼層氦閃——恒星核心周圍的氦殼層達到臨界質量並引發核融合小熊座Z是一顆昏暗的變星，其視星等在1992年突然下降了6等，並因此發現原來它是屬於一種罕見的恒星分類——北冕座R型變星。
食變星的視星等變化是由一恒星在另一恒星之經過所造成的，這樣的恒星系統的亮度變化並不來自於恒星本身。小熊座W就是這樣的系統，其視星等在1.7天的週期由8.51至9.59之間變化。系統的總光譜類型為A2V，但構成此系統的兩恒星質量則未知。它在1973年的軌道週期的微小變動意味着可能存在着多星系統的第三星——最有可能的是軌道週期為62.2±3.9年的紅矮星。小熊座RU就是另一食變星的例子，其視星等變化範圍為10至10.66，週期為0.52天它當中的伴星填滿了自身的洛希瓣，並把物質轉移到主星去，因此這是半分離系統。
小熊座RW是在1956年發生新星爆發的激變變星系統，當時視星等曾高達6等。它在2003年的亮度仍比其底線高2視星等，並以每年0.02視星等的速度變暗。研究人員計算出它的距離為5,000±800秒差距（16,300光年），因此它的位置在銀暈之內。
《倫琴衛星全天調查亮源表》（RASS/BSC）中的天體物理X射線源1RXS J141256.0+792204有個別名叫卡維拉星，這是出自電影的歹角。它被鑒定為孤立的中子星，是這種天體中最接近地球的一顆。nc 小熊座內有兩顆充滿謎團的白矮星。H1504+65這恒星很昏暗（視星等15.9），但其表面溫度極高，達20萬開氏度，是已知白矮星中最高的。在它的大氣層構成中，差不多一半為碳，一半為氧，2%為氖，缺乏氫和氦——現行的恒星演化模型解釋不了這樣的成份。WD 1337+705是較冷的白矮星，其光譜中有鎂和硅，這代表它可能擁有伴星或拱星盤，儘管仍未發現上述兩者存在的任何證據。WISE 1506+7027是光譜類型為T6的棕矮星，離地球只不過11.1+2.3
−1.3光年。它是視星等為14的昏暗天體，廣域紅外線巡天探測衛星（WISE）於2011年發現。
除了北極二之外，被發現擁有行星的恒星系統還有三個。天床增二（小熊座11）是光譜類型為K4III的橙巨星，質量約為太陽的1.8倍。它的年齡大約是15億歲，原來的A型主序星已經冷卻並膨脹成現在的模樣。它距地球約390光年，視星等為5.04。於2009年發現了一顆環繞它的行星，質量為木星的11倍，軌道週期為516天。HD 120084是另一零齡主序後星，這次是光譜類型為G7III的黃巨星，質量約為太陽的2.4倍。它擁有一顆質量為木星4.5倍的行星，這顆行星的橢圓軌道是已知軌道中最偏離正圓的一個（離心率為0.66），由精確的徑向速度測量於2013年所發現。HD 150706是光譜類型為G0V的類太陽恒星，距太陽系大約89光年。研究人員在之前認定它擁有一顆質量與木星相若、軌道距離為0.6AU的行星，但這說法在2007年受到質疑。後來於2012年出版的研究證實了行星的質量為木星的2.7倍，軌道離恒星的距離為6.8 AU，繞一圈需要16年。

### 深空天體

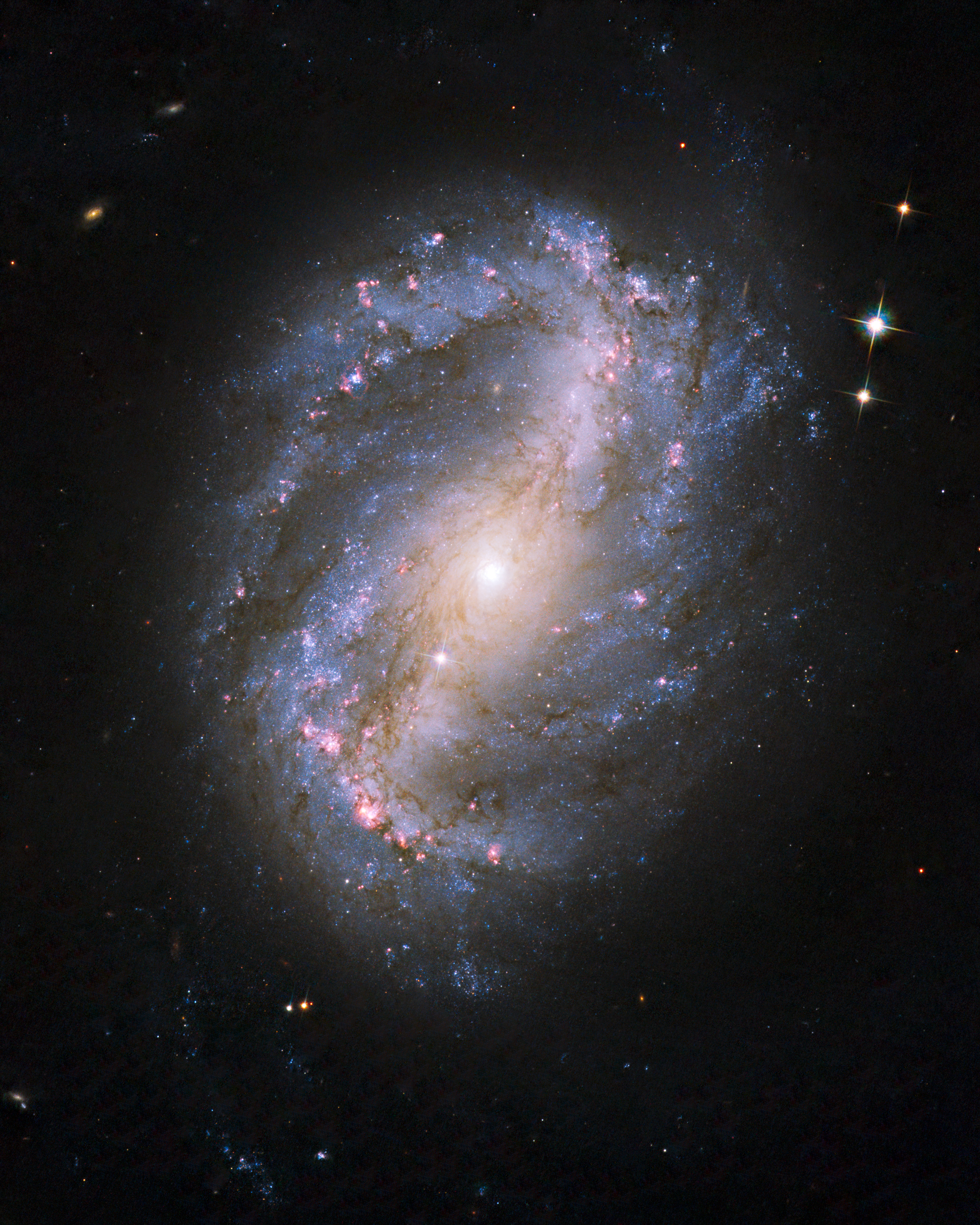
NGC 6217

小熊座的深空天體並不多。小熊座矮星系是一個矮橢球星系，由洛厄尔天文台的艾伯特·喬治·威爾遜於1955年的國家地理學會─帕洛馬山天文台巡天調查中發現。其中心距地球約22萬5千光年。肯尼斯·邁厄爾（Kenneth Mighell）和克里斯多夫·伯克（Christopher Burke）在1999年用哈勃空間望遠鏡確認了它曾有一股維持了20億年的恆星形成暴，約發生於140億年前，而這個星系的年紀大概與銀河系一樣大。
NGC 6217是一個距地球約6千7百萬光年的棒旋星系，可用直徑為4厘米或更大的望遠鏡找到它，它在小熊座ζ東北偏東2.5°外的地方，視星等為11。它已鑒定為一個星暴星系，也就是說它裏面的恒星形成率比典型星系高。
NGC 6251是一個活躍的橢圓電波星系，距地球的距離超過3億4千萬光年。它擁有西佛2型的活躍星系核，同時也是西佛星系最極端的例子。這個星系可能與伽瑪射線源3EG J1621+8203有關，該射線源的伽瑪射線屬高能量級別。這星系最有名的就是它的單邊電波噴流，也是已知最亮的，於1977年被發現。

### 流星雨
著名的小熊座流星雨，其輻射點位於小熊座，因而得名。其高峰期由12月18日開始，至12月25日完結。它的母天體為8P/塔特爾彗星。

### 外部連結
- 瓦爾堡研究所插圖資料庫（超過180幅中世紀和近世的小熊座圖像） （页面存档备份，存于）（英文）